# Malakichthys barbatus
Malakichthys barbatus és una espècie de peix pertanyent a la família dels acropomàtids.

## Morfologia
Pot arribar a fer 18 cm de llargària màxima. Boca obliqua. 10 espines i 10 radis tous a l'aleta dorsal i 3 espines i 7-8 radis tous a l'anal. Té nombrosos parells d'espines a la barbeta. opercle amb una taca fosca. 20-22 branquiespines (rarament 23). Escates ctenoides.

## Hàbitat
És un peix marí, batipelàgic i de clima temperat que viu entre 100 i 600 m de fondària.

## Distribució geogràfica
Es troba al Japó, el mar de la Xina Meridional i Austràlia.

## Observacions
És inofensiu per als humans.